# 剥片石器

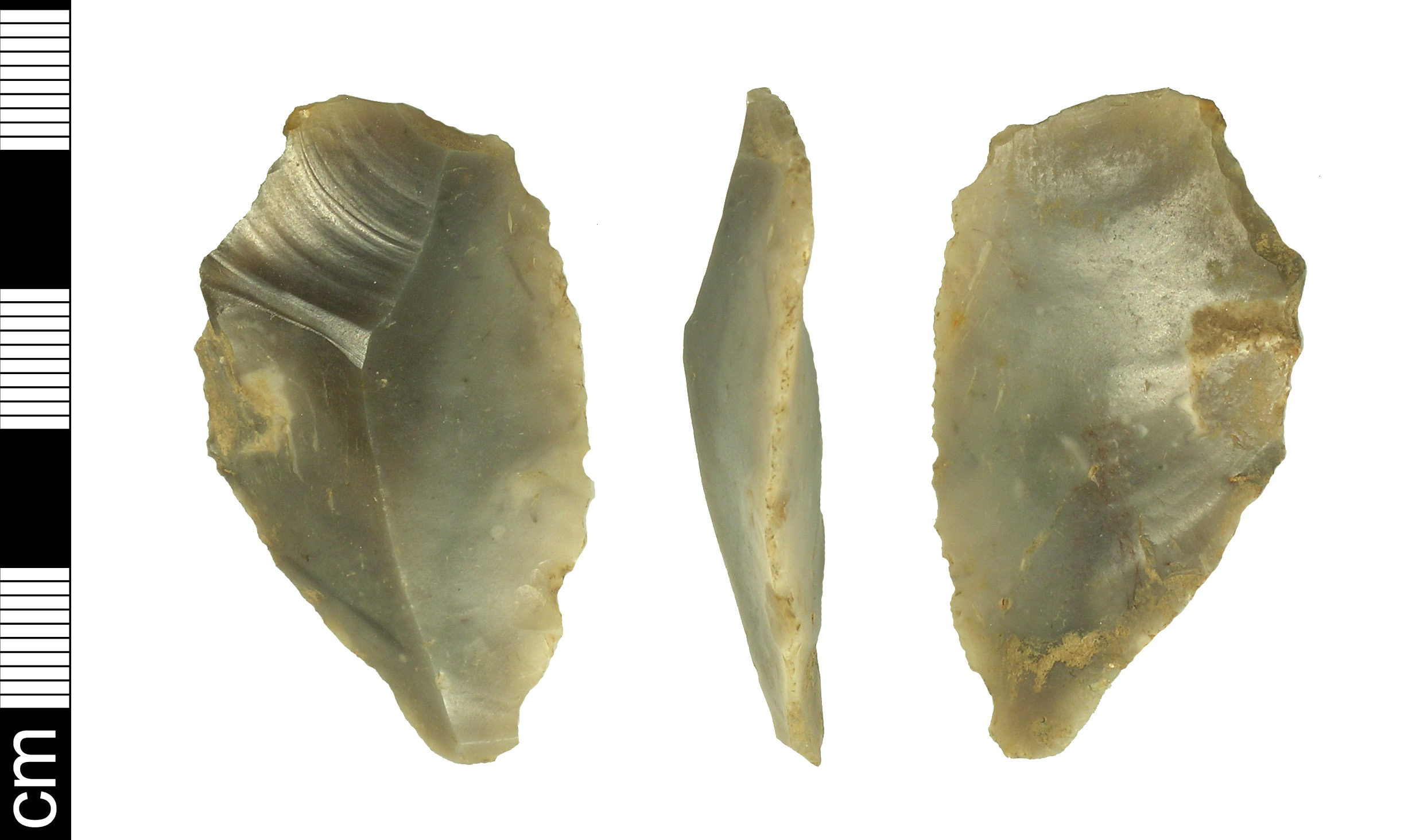

剥片石器（はくへんせっき）とは、原石（母岩）を打ち欠いて造った薄い石の破片＝剥片から製作した石器。石核石器の対義語。

## 概略
剥片がはがされた段階から母岩は石核と呼ばれることになる。
剥片石器には、尖頭器・石槍、石鏃、石匙、石銛、石篦、石錐、石鋸などの打製石器があり、主に利器として使用される。剥片から製作する磨製石器はごく少数だが、玉類などがそれにあたる。なお、世界最古とされる日本列島の旧石器時代の局部磨製石斧も剥片石器に属する場合が多い。

## 技法
旧石器時代には縦長の剥片をはがし取るための石刃技法、横長の剥片をはぎ取っていく瀬戸内技法などがあるが、縄文時代の剥片剥離は比較的自由に石核を打ち割っており、規格性に乏しい。